# ニードフル・シングス
『ニードフル・シングス』（Needful Things）は、スティーヴン・キングのホラー小説。1991年に発表され、1993年に映画化された。

## あらすじ
メイン州の田舎町キャッスルロックに、古物屋「ニードフル・シングス」が開店する。店主リーランド・ゴーントは、客の各々に彼らの特別に強く望む品物（ニードフル・シングス）を提供し、代金をまける代わりに客にある簡単な「いたずら」をするよう要求する。
それらの「いたずら」はやがてキャッスルロックを破滅に導いていく。

## 登場人物
アラン・パングホーン
キャッスルロックの保安官。本作の主人公。数年前に交通事故で妻子を失っている。
リーランド・ゴーント
「ニードフル・シングス」の店主。謎めいた人物で、値段をまける代わりに客に簡単な「いたずら」を要求する。
ポリー・チャルマーズ
アランの恋人。
エース・メリル
キャッスルロックの住人。ゴーントに懐柔される。キングの中編『スタンド・バイ・ミー』に悪役として登場し、本作では中年となって登場している。

## 日本語訳
- 芝山幹郎訳『ニードフル・シングス』
  - 単行本：文藝春秋、1994年6月
    - 上：ISBN 978-4163147802
    - 下：ISBN 978-4163147901

  - 文庫本：文春文庫、1998年7月
    - 上：ISBN 978-4167148157
    - 下：ISBN 978-4167148164

## 映画
チャールトン・ヘストンの息子であるフレイザー・C・ヘストンが監督した。

### キャスト
| 役名                                   | 俳優                             | 日本語吹替 |
| -------------------------------------- | -------------------------------- | ---------- |
| リーランド・ゴーント                   | マックス・フォン・シドー         | 津嘉山正種 |
| アラン・パングボーン保安官             | エド・ハリス                     | 菅生隆之   |
| ポリー・チャルマーズ                   | ボニー・ベデリア                 | 高島雅羅   |
| ネティティア・“ネッティ”・コブ         | アマンダ・プラマー               | 野沢由香里 |
| ダンフォース・“バスター”・キートン三世 | J・T・ウォルシュ                 | 内田直哉   |
| ノリス・リッジウィック副保安官         | レイ・マッキノン                 | 川島得愛   |
| ヒュー・アルバート・プリースト         | ダンカン・フレイザー             | 伊藤昌一   |
| ウィルマ・ワドロウスキー・ジャルジック | バルリ・ブロンフィールド         | 塩田朋子   |
| ブライアン・ラスク                     | シェーン・メイア                 | 久保田恵   |
| ミーハン神父                           | ウィリアム・モーガン・シェパード | 水野龍司   |
| ローズ牧師                             | ドン・S・デイヴィス              | 長克巳     |

### スタッフ
- 監督：フレイザー・C・ヘストン
- 製作総指揮：ピーター・イエーツ
- 製作：ジャック・カミンズ
- 原作：スティーヴン・キング
- 脚本：W・D・リクター
- 撮影：トニー・ウェストマン
- 音楽：パトリック・ドイル